# Hurulagere, Koratagere
Hurulagere là một làng thuộc tehsil Koratagere, huyện Tumkur, bang Karnataka, Ấn Độ.